# Dendropemon psilobotrys
Dendropemon psilobotrys är en tvåhjärtbladig växtart som först beskrevs av Dc., och fick sitt nu gällande namn av Van Tiegh.. Dendropemon psilobotrys ingår i släktet Dendropemon och familjen Loranthaceae. Inga underarter finns listade i Catalogue of Life.